# Gattung (Philosophie)
Gattung (syn.: Gattungsbegriff; griechisch γένος génos; lateinisch genus) nennt man in der Logik einen Begriff, unter den mehrere Arten fallen. Beispielsweise fallen unter den Gattungsbegriff „Lebewesen“ die Artbegriffe „Mensch“ und „Tier“.
Das Wort „Gattung“ hat in dieser Hinsicht dieselbe Bedeutung wie das Wort „Oberbegriff“.

## Etymologie
Als philosophischer Terminus wurde das altgriechische Wort génos erstmals bei Platon verwendet. Platon hält sich allerdings nicht an eine konsequente Terminologie. Eine solche führt erst Aristoteles ein, der génos durchgehend für „Gattung“ und eîdos durchgehend für „Art“ verwendet. Die deutsche Übersetzung dieses philosophischen Begriffs mit „Gattung“ stammt aus dem 18. Jahrhundert von Christian Wolff.

## Veranschaulichung
Markiert man das Subordinationsverhältnis der Begriffe (des Gattungsbegriffs und des Artbegriffs) durch Verbindungslinien, so ergibt sich ein pyramidenähnliches Schema. Ein philosophiegeschichtliches Beispiel ist die Begriffshierarchie in Form des Baum des Porphyrios. Hier folgt eine Veranschaulichung des Zusammenhangs von Gattung, Art und Unterschied (links), sowie ein konkretes Beispiel (rechts).
|         |         |         |         |         |         |  |  |  |  | Gattung                  |                          |                          |                          |                          |                          |  |  |  |  |         |         |         |         |         |         |
|         |         |         |         |         |         |  |  |  |  |                          |                          |                          |                          |                          |                          |  |  |  |  |         |         |         |         |         |         |
|         |         |         |         |         |         |  |  |  |  |                          |                          |                          |                          |                          |                          |  |  |  |  |         |         |         |         |         |         |
| Art (1) | Art (1) | Art (1) | Art (1) | Art (1) | Art (1) |  |  |  |  | artbildender Unterschied | artbildender Unterschied | artbildender Unterschied | artbildender Unterschied | artbildender Unterschied | artbildender Unterschied |  |  |  |  | Art (2) | Art (2) | Art (2) | Art (2) | Art (2) | Art (2) |
| Art (1) | Art (1) | Art (1) | Art (1) | Art (1) | Art (1) |  |  |  |  | artbildender Unterschied | artbildender Unterschied | artbildender Unterschied | artbildender Unterschied | artbildender Unterschied | artbildender Unterschied |  |  |  |  | Art (2) | Art (2) | Art (2) | Art (2) | Art (2) | Art (2) |

|        |        |        |        |        |        |  |  |  |  | Lebewesen      |                |                |                |                |                |  |  |  |  |      |      |      |      |      |      |
|        |        |        |        |        |        |  |  |  |  |                |                |                |                |                |                |  |  |  |  |      |      |      |      |      |      |
|        |        |        |        |        |        |  |  |  |  |                |                |                |                |                |                |  |  |  |  |      |      |      |      |      |      |
| Mensch | Mensch | Mensch | Mensch | Mensch | Mensch |  |  |  |  | vernunftbegabt | vernunftbegabt | vernunftbegabt | vernunftbegabt | vernunftbegabt | vernunftbegabt |  |  |  |  | Tier | Tier | Tier | Tier | Tier | Tier |
| Mensch | Mensch | Mensch | Mensch | Mensch | Mensch |  |  |  |  | vernunftbegabt | vernunftbegabt | vernunftbegabt | vernunftbegabt | vernunftbegabt | vernunftbegabt |  |  |  |  | Tier | Tier | Tier | Tier | Tier | Tier |

## Philosophiegeschichte

### Platon
Bei Platon spielt der Begriff der Gattung eine wichtige Rolle in der Methode der Einteilung (Dihairesis). Mit der Dihairesis wird eine übergeordnete Gattungsidee schrittweise differenziert, bis man zu einer Artidee gelangt, die nicht weiter unterteilbar ist. Allerdings trennt Platon terminologisch nicht scharf zwischen Gattung (genos) und Art (eidos); er verwendet die Bezeichnung genos nicht nur für „Gattung“, sondern mitunter auch für „Art“.
Im Dialog Sophistes führt Platon fünf „größte Gattungen“ (mégista géne) ein: Sein, Identität oder Selbigkeit, Verschiedenheit, Bewegung oder Veränderung und Ruhe oder Beharrung.

### Aristoteles
Gattungen in der Logik
Aristoteles definiert die Gattung folgendermaßen: „Gattung ist, was von mehreren und der Art nach verschiedenen Dingen bei der Angabe ihres Was oder Wesens [en to ti estin] prädiziert wird“.
Gattungen in der Biologie
Bereits Aristoteles (in seiner Schrift Historia animalium) und sein Schüler Theophrast verwendeten den Begriff der Gattung im Sinn der biologischen Gattung zur systematischen Einteilung der Tiere und Pflanzen.

### Porphyrios
Porphyrios behandelt im zweiten Kapitel seiner Schrift Isagoge den platonisch-aristotelischen Begriff der Gattung eingehend.

### Kant
Für Kant ist die Gattung einerseits ganz einfach im Sinne der traditionellen Logik „der höhere Begriff in Rücksicht seines niederen“. Hinter diesem logischen Prinzip der Gattung steht aber ein transzendentales:

„Wäre unter den Erscheinungen, die sich uns darbieten, eine so große Verschiedenheit, ich will nicht sagen der Form (denn darin mögen sie einander ähnlich sein), sondern dem Inhalte, d. i. der Mannigfaltigkeit existierender Wesen nach, daß auch der allerschärfste menschliche Verstand durch Vergleichung der einen mit der anderen nicht die mindeste Ähnlichkeit ausfündig machen könnte (ein Fall, der sich wohl denken läßt), so würde das logische Gesetz der Gattungen ganz und gar nicht stattfinden, und es würde selbst kein Begriff von Gattung, oder irgend ein allgemeiner Begriff, ja sogar kein Verstand stattfinden, als der es lediglich mit solchen zu tun hat. Das logische Prinzip der Gattungen setzt also ein transzendentales voraus, wenn es auf Natur (darunter ich hier nur Gegenstände, die uns gegeben werden, verstehe) angewandt werden soll. Nach demselben wird in dem Mannigfaltigen einer möglichen Erfahrung notwendig Gleichartigkeit vorausgesetzt (ob wir gleich ihren Grad a priori nicht bestimmen können), weil ohne dieselbe keine empirische Begriffe, mithin keine Erfahrung möglich wäre.“

### Klassenlogik
In der Klassenlogik dient die Gattung nicht mehr wie in der Antike zur Wesensbestimmung (z. B. „Sokrates ist ein Mensch“). Diese wird durch eine mathematische Relation ersetzt: Jede Klasse (z. B. „Lebewesen“), die Teilklassen (z. B. „Mensch“ und „Tier“) besitzt, ist eine Gattung. Und: Jedes Element (z. B. „Sokrates“) einer der Teilklassen (z. B. „Mensch“) ist auch Element der Gattung (z. B. „Lebewesen“) und es gibt mindestens ein Element (z. B. den Hund „Rex“), das nicht Element der Teilklasse (z. B. „Mensch“) ist.